# Campylomormyrus curvirostris
Campylomormyrus curvirostris (лат.) — пресноводная рыба из семейства мормировых отряда араванообразных.

## Описание
Общая длина тела до 45 см. Рыло сильно удлинённое и изогнутое вниз в виде хобота с маленьким ртом на конце и подвижным коротким усиком на нижней губе. Однако, длина и изогнутость рыла очень варьируют у разных особей. Окраска передней половины тела, хвостового стебля и плавников более или менее однотонно-тёмная. На задней половине тела находится тёмная вертикальная полоса эллиптической формы, окаймлённая спереди и сзади узкими светлыми полосами, передняя из которых проходит от начала спинного плавника до начала анального, не переходя на плавники. Наиболее контрастные у молоди, по мере роста эти полосы становятся менее заметными, пока совсем не исчезают у самых крупных взрослых особей. В спинном плавнике 26—34, в анальном 29—37 мягких лучей. Зубы конические, имеются на обоих челюстях. Чешуя мелкая, часто покрытая толстым слоем слизи, в боковой линии 75—95 чешуй.

## Ареал и места обитания
Обитает в Африке в реке Заир и крупных реках её бассейна, а также реке Санага. Держится вблизи порогов и на участках рек с каменистым и скалистым дном. В озёрах не встречается. Придонная рыба. В пределах своего ареала эта рыба достаточно многочисленна, но распространена не равномерно. Существует большой участок в среднем течении реки Заир, в котором она не встречается, что связано, по-видимому, с отсутствием в этой части русла скалистых либо каменистых участков дна.

## Питание
Питается бентическими личинками различных насекомых: мошек, комаров-звонцов, ручейников и подёнок.